# Pertica Bassa
Pertica Bassa (Pèrtega Basa in dialetto bresciano) è un comune italiano di 553 abitanti della provincia di Brescia in Lombardia.

## Geografia fisica
Il comune appartiene alla Comunità Montana della Valle Sabbia.

## Origini del nome
L'origine del nome è da ricercarsi nell'usanza longobarda di erigere dai famigliari di un guerriero caduto o disperso in battaglia, lontano da casa, una pertica sormontata da un simulacro di colomba rivolta verso il luogo dell'accaduto.

## Storia
L'odierno territorio di Pertica Bassa occupa una porzione dell'antica organizzazione sovraccomunale nominata Universitas Perticae Vallis Sabbi, attiva dal 1382 al 1797 e che comprendeva quello che oggi è il territorio del Comune di Pertica Alta e gli abitati di Bisenzio e Presegno, oggi appartenenti all'amministrazione comunale di Lavenone.

### Simboli
rastrello accostato da due alabarde, pure d'argento, manicate al naturale, poste l'una in banda e l'altra in sbarra, convergenti sulla cima del monte.
Ornamenti esteriori da Comune»
(D.P.R. del 28 giugno 1950)

## Società

### Evoluzione demografica
Abitanti censiti

## Amministrazione
| Periodo        | Periodo        | Primo cittadino         | Partito      | Carica  | Note  |
| -------------- | -------------- | ----------------------- | ------------ | ------- | ----- |
| 24 aprile 1995 | 14 giugno 2004 | Luigi Ghidinelli        | lista civica | Sindaco |       |
| 14 giugno 2004 | 8 giugno 2009  | Giacinto Albertini      | lista civica | Sindaco |       |
| 8 giugno 2009  | in carica      | Manuel Nicola Bacchetti | lista civica | Sindaco | [ 6 ] |